# 市川大門テレビ中継局
市川大門テレビ中継局（いちかわだいもんテレビちゅうけいきょく）は、山梨県西八代郡市川三郷町に置かれているテレビ中継局である。なお、本稿では2009年8月1日に開局したデジタルテレビ中継局についても併せて記述する。

## 中継局概要

### 地上デジタル放送
| リモコンキーID | 放送局名          | 物理チャンネル | 空中線電力 | ERP | 放送対象地域 | 放送区域内世帯数 |
| 1              | NHK甲府総合テレビ | 40ch           | 1W         | -W  | 山梨県       | 2524世帯         |
| 2              | NHK甲府教育テレビ | 42ch           | 1W         | -W  | 全国         | 2524世帯         |
| 4              | YBS山梨放送       | 51ch           | 1W         | -W  | 山梨県       | 2524世帯         |
| 6              | UTYテレビ山梨     | 48ch           | 1W         | -W  | 山梨県       | 2524世帯         |

### 地上アナログ放送
| 放送局名          | チャンネル | 空中線電力        | ERP            | 放送対象地域 | 放送区域内世帯数 |
| NHK甲府総合テレビ | 2ch        | 映像3W /音声750mW | 映像-W /音声-W | 山梨県       | 約-世帯          |
| NHK甲府教育テレビ | 9ch        | 映像3W /音声750mW | 映像-W /音声-W | 全国         | 約-世帯          |
| YBS山梨放送       | 11ch       | 映像3W /音声750mW | 映像-W /音声-W | 山梨県       | 約-世帯          |
| UTYテレビ山梨     | 57ch       | 映像10W /音声2.5W | 映像-W /音声-W | 山梨県       | 約-世帯          |

## 置局住所
- 山梨県西八代郡市川三郷町山保字藤田の四尾連山